# David O’Keeffe
David O'Keeffe (ur. 1943) – angielski prawnik.  Jest on emerytowanym Profesorem Prawa Europejskiego na Uniwersytecie Londyńskim. Jest Senior Counsel dla międzynarodowej kancelarii Dentons.   Od 2008 roku jest prezesem Europejskiego Sądu do spraw Służby Publicznej z siedzibą we Florencji.
O'Keeffe był sekretarzem prawnym w Europejskiego Trybunału Sprawiedliwości (1985-1990).  W 1993 roku, po kilku latach pracy jako Profesor Prawa Europejskiego i Dziekan Wydziału Prawa Uniwersytetu w Durham, w Wielkiej Brytanii (1990-1993), został kierownikiem Katedry Prawa Europejskiego na Uniwersytecie College Londyn, którą prowadził do 2004 roku.  O'Keeffe nauczał tego samego przedmiotu w Kolegium Europejskim w Natolinie (Warszawa) i Brugii. (1993-2007).
Jest założycielem European Foreign Affairs Review.  Był członkiem komitetu naukowego im Common Market Law Review (1985-2005).  O'Keeffe jest konsultantem ds. Prawa Unii Europejskiej w Izbie Lordów. Jest konsultantem Parlamentu Europejskiego i Europejskiego Rzecznika Praw Obywatelskich. O'Keeffe był członkiem grupy ekspertów wysokiego szczebla powołanej w ramach Komisji Europejskiej, której przewodniczyła Simone Veil.

## Publikacje
- Legal Issues of the Maastricht Treaty, London, 1994
- Legal Issues of the Amsterdam Treaty London, 1999
- Judicial Review in European Union Law London, 2001